# Plexiglas
Plexiglas is een merknaam voor acrylglas (chemisch polymethylmethacrylaat, afgekort PMMA). Röhm GmbH is de eigenaar van het merk op het Europese, Aziatische en Australische continent, op het Amerikaanse continent is Arkema S.A. de eigenaar.

## Geschiedenis
De chemicus Otto Röhm deed onderzoek naar speciale kunststoffen om een soort 'acrylrubber' te vinden. De basis hiervoor had hij al in 1901 gelegd met zijn proefschrift over polymerisatieproducten van acrylzuur. In het begin ontwikkelde hij enzymatische producten voor de leerindustrie en richtte samen met zijn partner Otto Haas in 1907 het bedrijf Röhm & Haas op. Toen rond 1911 de productie uit dit bedrijf winstgevend werd, richtte Röhm zijn aandacht weer op acrylonderzoek. Hoewel het hem niet lukte zijn oorspronkelijke doel te realiseren, namelijk het maken van kunstrubber uit viskeuze polyacrylaatverbindingen, stapte hij in 1928 de acrylaatsector in met de productie van veiligheidsglas met meerdere lagen. Na zijn successen op het gebied van acrylaten, richtte hij zich aan het eind van de jaren twintig op de methacrylaten. Röhm bereikte hier met zijn team een belangrijke doorbraak. Het toeval heeft hen daarbij geholpen: In een fles bij het raam werd een monster van het monomeer methylmethacrylaat (MMA) bewaard. Toen het daglicht erop viel, veroorzaakte dit een polymerisatiereactie. De fles brak en liet een blok polymethylmethacrylaat (PMMA) achter. Bij verdere experimenten slaagde men erin om het materiaal op gecontroleerde wijze tussen conventionele glasplaten te polymeriseren zodat er dunne acrylglasplaten ontstonden. Het nieuwe materiaal kreeg de naam 'Plexiglas' en werd in 1933 als merk geregistreerd. De registratie van het merk vond plaats op 4 december in dat jaar onder het handelsmerknummer 461639.

## Producten en toepassingen
Anno 2021 is acrylglas van het merk Plexiglas verkrijgbaar in de vorm van granulaat, massieve platen, blokken, folies, buizen, staven, gelaagde en gegolfde platen.
De toepassingen hebben zich de afgelopen decennia op verschillende manieren ontwikkeld. Tegenwoordig wordt acrylglas gebruikt voor de vervaardiging van designgerichte en technische producten. Acrylglas van het merk Plexiglas wordt in verschillende sectoren gebruikt, zoals de meubelbouw, de communicatietechnologie, de lucht- en ruimtevaart, de opto-elektronica en de bouw van geluidsschermen, grote aquaria en zwembaden. Naast platen, folies, buizen en staven staan gietmassa’s centraal als bronproduct voor alle spuitgiet- en extrusietoepassingen in het productassortiment van polymethylmethacrylaten.

## Geschiedenis van het logo
Sinds de registratie van het woordmerk Plexiglas zijn de bijbehorende logo’s steeds verder ontwikkeld:
| Jaar | Logo | Beschrijving afbeelding                                      | Opmerkingen |
| 1939 |      | Oud logo van het geregistreerde woordbeeldmerk, 1939         | Eerste logo van het merk Plexiglas |
| 1942 |      | Oud logo van het geregistreerde woordbeeldmerk, 1942         | Het logo van 1942 werd in 1940 verworven. De 'Plexiglas-rune' staat voor de letters P en X (en wordt daarom ook het beeldteken 'PX' genoemd) en was verbonden met de naam Plexiglas in hoofdletters als één geheel. |
| 1952 |      | Oud logo van het geregistreerde woordbeeldmerk, 1952         | In 1951/52 wenste de toenmalige verkoopafdeling een kenmerkende naam in schrijfletters in plaats van in cursief schrift, waarop een dergelijke naam werd ontwikkeld. De belettering werd verbonden met het runeteken. Omdat het gecombineerde logo groot was en zo niet makkelijk in reclame toegepast kon worden, zette men de rune op de achtergrond en gaf men de voorkeur aan de naam Plexiglas. |
| 1957 |      | Oud logo van het geregistreerde woordbeeldmerk, 1957         | Vanaf 1957 tot de jaren zestig werd het beeldmerk 'PX', de rune, gebruikt in combinatie met de woorden 'Röhm & Haas Kunststoffe'. |
| 1965 |      | Oud logo van het geregistreerde woordbeeldmerk, 1965         | De belettering is ontleend aan de campagne met de reclamefiguur van 'Koning Acrylius'. |
| 2002 |      | Oud logo van het geregistreerde woordbeeldmerk, 2002         | Dit logo ontstond in 2002 met de toevoeging “the original from Röhm”. Dit was de reactie van de onderneming op het buitensporige gebruik van de term 'plexiglas' voor alle soorten kunststof en ook om zich te onderscheiden van de toenemende concurrentie. De blauwe 'Plexiglas-turbine' is de extrusieturbine die nodig is voor het productieproces van geëxtrudeerde platen.                     |
| 2011 |      | Huidig logo van het geregistreerde woordbeeldmerk            | In 2011 werd het merk 'Plexiglas' samen met het logo opnieuw gelanceerd. De turbine in het logo werd vervangen door een 'swing'. Dit moet openheid, grenzeloze creativiteit en dynamiek symboliseren en tot uitdrukking brengen dat plexiglas al meer dan 80 jaar op verschillende manieren wordt toegepast, van architectuur en automobielbouw tot medische technologie en energieopwekking.        |
| 2019 |      | Huidig logo van het geregistreerde woordbeeldmerk sinds 2019 | Het logo van 2019 legt focus op de nieuwe eigenaar Röhm GmbH. Het woordbeeldmerk vertoont gelijkenis met het merk Röhm zelf en onderscheidt zich door "een rechtlijnige en zelfbewuste verschijning". De onderbreking in de letters X en A moet bovendien transparantie, lichtheid, helderheid en vormbaarheid vertegenwoordigen.                                                                    |

- Gemeinsame Normdatei: 4135857-0
- Library of Congress Control Number: sh85103516
- Nationale Bibliotheek van Israël: 987007555697005171